# Bloodborne
Bloodborne (ブラッドボーン, Buraddobōn) é um jogo eletrônico do gênero RPG de ação e fantasia sombria desenvolvido pela FromSoftware e publicado pela Sony Computer Entertainment a 24 de março de 2015 em exclusivo para o PlayStation 4, sendo o quarto jogo da série Souls.
Bloodborne foi realizado por Hidetaka Miyazaki, diretor de Demon's Souls e Dark Souls. Miyazaki afirmou que o jogo nunca foi produzido com o sentido de ser Demon's Souls II, porque a Sony Computer Entertainment queria uma nova IP para a PlayStation 4. Foi anunciado pela Sony a 9 de junho de 2014 durante a Electronic Entertainment Expo 2014, onde foi bem recebido pela critica ganhando diversos prêmios e nomeações. Bloodborne foi descrito por Paul Sullivan da Sony como “Dark Souls com Caçadeiras”.
Bloodborne recebeu aclamação crítica aquando do seu lançamento. Nos sites de pontuações agregadas GameRankings e Metacritic tem as médias de 91,62% e 93/100, respectivamente. A atmosfera, o enredo, a música, a apresentação, a jogabilidade e a direção em geral, foram elogiadas. Uma das principais criticas foram dirigidas aos tempos de carregamento muito longos. No entanto, em 23 de abril de 2015, a From Software disponibilizou uma atualização que resolveu o problema.

## Jogabilidade

Imagem retirada de Bloodborne, onde se vê o jogador a lutar contra o monstro Undead Giant.

Apesar de ter elementos similares de um role playing de ação iguais a Demon's Souls e Dark Souls, existem diferenças significativas nas mecânicas de Bloodborne. O combate tem um ritmo mais rápido e requer uma abordagem mais ofensiva para que os jogadores possam sobreviver a densas hordas de inimigos. O jogador é muito mais ágil para poder desempenhar saltos em redor dos inimigos enquanto estão na mira. O novo estilo “risco vs recompensa” está acentuado através do sistema de regeneração de energia, permitindo aos jogadores, dentro de uma pequena janela de tempo, recuperar a saúde perdida atacando de novo os inimigos.
O arsenal de Bloodborne é mais dinâmico que o armamento convencional de estilo medieval/fantasia da série Souls. Entre as classes que os jogador pode escolher, as armas de corpo-a-corpo podem se transformar em dois estados alternativos, em que cada um dá uma abordagem diferente em relação ao combate. O cutelo, por exemplo, no seu estado inicial pode ser usado para despachar rapidamente os inimigos em áreas apertadas, mas quando transformada no seu estado secundário torna-se uma lâmina mais estendida adequada para controlo de multidões. Os escudos estão disponíveis em Bloodborne, porém segundo o produtor não vai adiantar ficar se defendendo pois os inimigos são muito agressivos, o jogador pode empunhar uma arma de fogo na sua mão esquerda que pode ser usada para atordoar os inimigos, seguido por um ataque crítico com a arma corpo-a-corpo do jogador.
Similar a Dark Souls, os inimigos derrotados deixam “cair” pontos de experiência com o nome Blood Echoes. Se o jogador morrer, os Blood Echoes ficam no local da sua morte; o jogador pode ir buscá-los de novo a esse ponto. No entanto, se o jogador morrer de novo durante o caminho para recuperar os Blood Echoes, estes ficam para sempre perdidos. Os Blood Echoes também podem ser capturados por outros oponentes, identificados por olhos de cor púrpura. Ao derrotar esses oponentes, o jogador recupera as Blood Echoes. Os inimigos também deixam cair Blood Vials (poções de energia) e Balas de Prata, que servem como munição para as várias armas. Os jogadores podem sacrificar energia de saúde e assim receber Balas de Sangue.
Durante o evento PlayStation Experience em dezembro de 2014 em Las Vegas, Miyazaki revelou a característica Chalice Dungeon, que vai gerando progressivamente novas áreas para os jogadores irem lutando cooperativamente.

## Enredo
Bloodborne tem lugar em Yharnam, uma cidade gótica/vitoriana e em ruínas, onde segundo os rumores, alberga um poderoso medicamento. Ao longo dos anos muitos viajantes faziam peregrinações à cidade procurando cura para as suas aflições; o jogador tem o papel de um desses viajantes. Quando chega a Yharnam, no entanto, descobre que a cidade está atormentada por uma doença endémica que transformou a maioria dos seus habitantes em criaturas bestiais. O jogador para sobreviver tem assim de percorrer as ruas de Yharnam e superar os seus habitantes violentamente enlouquecidos e os monstros horripilantes.

## The Old Hunters
Em 24 de Novembro de 2015 o jogo recebeu sua única que DLC que foi The Old Hunters. A expansão de conteúdo adiciona um novo cenário, 11 armas brancas, 5 armas de fogo, 5 chefes e novos trajes.

## Desenvolvimento
A produção de Bloodborne começou logo depois de se ter acabado a edição Prepare to Die de Dark Souls, em 2012. A Sony contatou a From Software no sentido de criarem um titulo em parceria, e o produtor Hidetaka Miyazaki perguntou sobre a possibilidade de ser criado um jogo já com a oitava geração de consolas em mente. Daí nasceu o conceito de Bloodborne. Não existem ligações ao títulos anteriores da From Software, apesar de Miyazaki afirmar que “tem o mesmo DNA de Demon's Souls”. A produção ocorreu em paralelo com a de Dark Souls II. O facto da PlayStation 4 ter sido a primeira consola a ser apresentada à companhia, foi a razão do jogo se ter tornado um exclusivo PS4. Várias imagens do jogo escaparam para a Internet com o titulo Project Beast, semanas antes da revelação oficial de Bloodborne durante a Electronic Entertainment Expo 2014. Muitos julgaram na altura que as imagens poderiam estar relacionadas com Demon's Souls. No entanto, o director Miyazaki tem afirmado desde então que Bloodborne nunca foi produzido com o sentido de ser Demon's Souls II, porque a Sony Computer Entertainment queria uma nova IP para a PlayStation 4.
O cenário gótico e vitoriano do jogo foi inspirado a partir do romance Dracula, e a arquitectura na Roménia e na República Checa. Miyazaki é fã declarado de Lovecraft, o que acabou influenciando o modelo da ambientação do jogo. Miyazaki também referiu que queria criar um jogo ambientado nesses temas, mas queria também tudo muito detalhado, sentindo que as consolas na altura não eram suficientemente poderosas para aquilo que visionava e assim teria de esperar pela oitava geração de consolas.
Os detalhes da história são em maior quantidade que nos jogos Souls, assim a equipa teve de criar um mistério maior no cerne do enredo para compensar. A equipa não queria muito aumentar o nível de dificuldade em comparação com os seus jogos anteriores, isto com receio do jogo se tornar “‘injogável’ para todos”. Para equilibrar a equipa criou um sistema de combate mais agressivo, focado em ação e estratégia. Também foram alteradas as punições por morte usadas nos jogos Souls, porque não queriam que o jogo fosse classificado apenas para “jogadores hardcore”. Uma das decisões mais difíceis que a equipa de produção teve de tomar foi a introdução de pistolas como as armas do jogo. Como se adequavam bem ao cenário do jogo e porque são menos precisas que as armas modernas, a pistola acabou por ser incluída. Já a armadura não foi incluída porque entrava em confronto com o cenário do jogo. Bloodborne foi descrito por Paul Sullivan da Sony como “Dark Souls com Caçadeiras”.
A Sony enviou convites aos jogadores para os testes alpha que ocorreram nos dias 1 e 3 de outubro de 2014. De acordo com o produtor Masaaki Yamagiwa, Bloodborne está bloqueado em 30fps porque a equipa acredita que é o melhor para jogos de ação. No entanto mais tarde, Miyazaki afirmou que tal decisão foi feita devido às limitações técnicas.

## Música
Tal como muitos jogos exclusivos PlayStation, a Bloodborne Original Soundtrack foi uma co-produção entre a divisão de música da Sony Computer Entertainment, neste caso tanto da SCEA como da SCEJ, e a produtora do jogo, a FromSoftware. Gravada nos estúdios Abbey Road, e nos estúdios AIR, ambos em Londres, a banda sonora foi criada com uma orquestra de 65 pessoas, com um coro de 32, juntamente com vários artistas e instrumentos a solo. Foram compostos cerca de 94 minutos de música na From Software e as misturas foram feitas na sede da PlayStation em San Mateo, Califórnia, EUA. Os créditos da composição são partilhados por vários compositores: Yuka Kitamura, Ryan Amon, Cris Velasco,, Nobuyoshi Suzuki, Tsukasa Saitoh da From Software e Michael Wandmacher.
A Bloodborne Original Soundtrack foi lançada mundialmente na PlayStation Store a 24 de março de 2015 e incluída também na versão de colecionador do jogo. Uma versão com cerca de 70mns será lançada em formato físico CD e digital via Sumthing Else a 21 de abril de 2015.
| Bloodborne Original Soundtrack |                                    |                    |         |  |
| N.º                            | Título                             | Compositor(es)     | Duração |  |
| 1.                             | "Omen"                             | Ryan Amon          | 2:06    |  |
| 2.                             | "The Night Unfurls"                | Ryan Amon          | 2:25    |  |
| 3.                             | "Hunter's Dream"                   | Ryan Amon          | 3:53    |  |
| 4.                             | "The Hunter"                       | Ryan Amon          | 3:43    |  |
| 5.                             | "Cleric Beast"                     | Tsukasa Saitoh     | 3:23    |  |
| 6.                             | "Blood-Starved Beast"              | Tsukasa Saitoh     | 4:59    |  |
| 7.                             | "Terror"                           | Cris Velasco       | 4:09    |  |
| 8.                             | "Watchers"                         | Yuka Kitamura      | 3:31    |  |
| 9.                             | "Hail the Nightmare"               | Ryan Amon          | 3:15    |  |
| 10.                            | "Darkbeast"                        | Tsukasa Saitoh     | 5:14    |  |
| 11.                            | "The Witch of Hemwick"             | Michael Wandmacher | 4:01    |  |
| 12.                            | "Amygdala"                         | Cris Velasco       | 3:48    |  |
| 13.                            | "Rom, the Vacuous Spider"          | Yuka Kitamura      | 3:52    |  |
| 14.                            | "Moonlit Melody"                   | Ryan Amon          | 3:48    |  |
| 15.                            | "The One Reborn"                   | Nobuyoshi Suzuki   | 3:53    |  |
| 16.                            | "Micolash, Nightmare Host"         | Michael Wandmacher | 4:02    |  |
| 17.                            | "Of the Pthumerian Line"           | Michael Wandmacher | 4:03    |  |
| 18.                            | "Queen of the Vilebloods"          | Ryan Amon          | 4:11    |  |
| 19.                            | "Soothing Hymn"                    | Ryan Amon          | 2:23    |  |
| 20.                            | "Celestial Emissary"               | Ryan Amon          | 3:15    |  |
| 21.                            | "Ebrietas, Daughter of the Cosmos" | Yuka Kitamura      | 4:17    |  |
| 22.                            | "Lullaby for Mergo"                | Ryan Amon          | 4:08    |  |
| 23.                            | "The First Hunter"                 | Tsukasa Saitoh     | 5:30    |  |
| 24.                            | "Moon Presence"                    | Ryan Amon          | 3:04    |  |
| 25.                            | "Bloodborne"                       | Ryan Amon          | 2:56    |  |
| Duração total:                 | Duração total:                     | Duração total:     | 93:49   |  |

| Bloodborne The Old Hunters Soundtrack |                                       |                  |         |  |
| N.º                                   | Título                                | Compositor(es)   | Duração |  |
| 1.                                    | "Ludwig, The Accursed & Holy Blade"   | Nobuyoshi Suzuki | 6:55    |  |
| 2.                                    | "Laurence, The First Vicar"           | Tsukasa Saitoh   | 4:54    |  |
| 3.                                    | "Living Failures"                     | Nobuyoshi Suzuki | 3:55    |  |
| 4.                                    | "Lady Maria of the Astral Clocktower" | Yuka Kitamura    | 4:47    |  |
| 5.                                    | "Orphan of Kos"                       | Tsukasa Saitoh   | 6:03    |  |
| Duração total:                        | Duração total:                        | Duração total:   | 26:34   |  |

## Lançamento
Bloodborne foi lançado a 24 de março de 2015 na América do Norte, 25 de março na Europa, 26 de março no Japão e 27 de março no Reino Unido e Irlanda.
Em setembro de 2014 a From Software revelou a edição de coleccionador de Bloodborne que inclui para além do jogo uma caixa especial (Steelbook), um livro com arte conceptual e a banda sonora em formato digital. Foi também mostrada a edição Nightmare que inclui todo o conteúdo da anterior mais um livro de notas gótico, um conjunto com uma pena e tinta vermelha, um pequeno sino, uma capa em estanho para livros e um fato Top Hat para usar no jogo. Foi confirmado por Shuhei Yoshida, presidente da Sony World Wide Studios, que está atualmente em produção uma expansão para Bloodborne. Foi também revelada a “Edição Jogo do Ano” que contém para além do jogo a expansão
Uma canção, Hunt You Down, foi gravada pelo Hit House com Ruby Friedman para a publicidade televisiva do jogo, escrita por Scott Miller e William Hunt e gravada por Wyn Davis em Los Angeles e Nova Orleães.

### Conteúdo adicional
Durante o Tokyo Game Show 2015 foi revelada a expansão Bloodborne: The Old Hunters. The Old Hunters conta a historia dos velhos caçadores referenciados no jogo principal e contém novas áreas de exploração. The Old Hunters teve o lançamento em 24 de novembro de 2015. Foi revelada também a Game of the Year Edition, que para além da expansão inclui o jogo principal.

## Recepção

### Pré-lançamento
Bloodborne foi bem recebido pelos críticos e pelo público em geral aquando da sua apresentação na Electronic Entertainment Expo 2014 recebendo vários prêmios incluindo “Jogo mais Valioso” pela GamesRadar, “Melhor Exclusivo PS4” pela Destructoid, Escolha do Editor da Polygon e “Melhor Jogo para PlayStation 4” por Electronic Gaming Monthly e Hardcore Gamer. Também teve diversas nomeações incluindo cinco categorias pela IGN: “Melhor Jogo”, “Melhor Jogo de Ação”, “Melhor Vídeo”, “Melhor Surpresa” e “Melhor Jogo para PlayStation 4”. Bloodborne tornou-se o jogo mais aguardado de 2015, numa votação feita pelos leitores da revista Game Informer.

### Criticas profissionais
Bloodborne recebeu aclamação critica aquando do seu lançamento. Nos sites de pontuações agregadas GameRankings e Metacritic tem as médias de 91.62% e 93/100, respectivamente. A atmosfera, o enredo, a música, a apresentação, a jogabilidade e a direção em geral, foram elogiadas. Uma das principais criticas foram dirigidas aos tempos de carregamento muito longos. No entanto, a 23 de Abril de 2015, a From Software disponibilizou uma atualização que resolve o problema.

### Vendas
Bloodborne vendeu 152,567 cópias para retail na sua primeira semana de lançamento no Japão, ficando em #1 em vendas de software nesse território durante essa semana. e estreou-se em #2 nas vendas do Reino Unido, atrás de Battlefield Hardline em 22,500 unidades. A 15 de Setembro de 2015, a Sony anunciou que Bloodborne já tinha vendido mais de 2 milhões de cópias.